# العلاقات الأيرلندية الصربية
العلاقات الأيرلندية الصربية هي العلاقات الثنائية التي تجمع بين جمهورية أيرلندا وصربيا.

## مقارنة بين البلدين
هذه مقارنة عامة ومرجعية للدولتين:
| وجه المقارنة                                              | جمهورية أيرلندا                                       | صربيا                                                      |
| --------------------------------------------------------- | ----------------------------------------------------- | ---------------------------------------------------------- |
| المساحة (كم2)                                             | 70.27 ألف                                             | 88.36 ألف                                                  |
| عدد السكان (نسمة)                                         | 4.76 مليون                                            | 7.02 مليون                                                 |
| الكثافة السكانية (ن./كم²)                                 | 67.74                                                 | 79.45                                                      |
| العاصمة                                                   | دبلن                                                  | بلغراد                                                     |
| اللغة الرسمية                                             | اللغة الأيرلندية، لغة إنجليزية، الإنجليزية الأيرلندية | اللغة الصربية                                              |
| العملة                                                    | جنيه أيرلندي، يورو، عملات اليورو الأيرلندية           | دينار صربي                                                 |
| الناتج المحلي الإجمالي (بليون دولار)                      | 333.73 مليار                                          | 41.43 مليار                                                |
| الناتج المحلي الإجمالي (تعادل القوة الشرائية) بليون دولار | 318.16 مليار                                          | 100.13 مليار                                               |
| الناتج المحلي الإجمالي الاسمي للفرد دولار أمريكي          | 61.13 ألف                                             | 5.24 ألف                                                   |
| الناتج المحلي الإجمالي للفرد دولار أمريكي                 |                                                       | 13.59 ألف                                                  |
| مؤشر التنمية البشرية                                      | 0.916                                                 | 0.771                                                      |
| رمز المكالمات الدولي                                      | +353                                                  | +381                                                       |
| رمز الإنترنت                                              | .ie                                                   | .rs، .срб ‏                                                 |
| المنطقة الزمنية                                           | 00، ت ع م+01:00، أوروبا/دبلن ‏                         | توقيت وسط أوروبا، ت ع م+01:00، ت ع م+02:00، أوروبا/بلغراد ‏ |

## منظمات دولية مشتركة
يشترك البلدان في عضوية مجموعة من المنظمات الدولية، منها:
| علم المنظمة | اسم المنظمة                               | تاريخ انضمام جمهورية أيرلندا | تاريخ انضمام صربيا |
| ----------- | ----------------------------------------- | ---------------------------- | ------------------ |
|             | وكالة ضمان الاستثمار متعدد الأطراف        | 27 أكتوبر 1989               | 19 مارس 1993       |
|             | الأمم المتحدة                             | 14 ديسمبر 1955               | 1 نوفمبر 2000      |
|             | الفريق المعني برصد الأرض                  | ?                            | ?                  |
|             | منظمة حظر الأسلحة الكيميائية              | ?                            | ?                  |
|             | منظمة الشرطة الجنائية الدولية             | ?                            | ?                  |
|             | منظمة الأمن والتعاون في أوروبا            | 25 يونيو 1973                | 3 يونيو 2006       |
|             | مؤسسة التنمية الدولية                     | 22 ديسمبر 1960               | 25 فبراير 1993     |
|             | يونسكو                                    | 3 أكتوبر 1961                | 20 ديسمبر 2000     |
|             | مجلس أوروبا                               | ?                            | 3 أبريل 2003       |
|             | الاتحاد البريدي العالمي                   | ?                            | ?                  |
|             | البنك الدولي للإنشاء والتعمير             | 8 أغسطس 1957                 | 25 فبراير 1993     |
|             | المنظمة الهيدروغرافية الدولية             | ?                            | ?                  |
|             | الاتحاد الدولي للاتصالات                  | 8 ديسمبر 1923                | 1 يونيو 2001       |
|             | مؤسسة التمويل الدولية                     | 11 سبتمبر 1958               | 25 فبراير 1993     |
|             | المنظمة الأوروبية لسلامة الملاحة الجوية   | 1965                         | 2005               |
|             | المركز الدولي لتسوية المنازعات الاستشارية | 7 مايو 1981                  | 8 يونيو 2007       |
|             | مجموعة الموردين النوويين                  | ?                            | ?                  |

## أعلام
هذه قائمة لبعض الشخصيات التي تربطها علاقات بالبلدين:
- رالف فاينس (22 ديسمبر 1962[21][22][23] – )

## وصلات خارجية
- موقع وزارة الخارجية الأيرلندية
- موقع وزارة الخارجية الصربية